# シュリハリ
シュリハリ（Srihari、1964年8月15日 - 2013年10月9日）は、インドの俳優。テルグ語映画を中心に活動していた。

## 人物
アーンドラ・プラデーシュ州クリシュナ県出身。スタントマンとして映画業界での仕事を始める。警察官や鉄道員の仕事に勧誘されたこともあるが、俳優のキャリアを積むことを選び辞退している。
1986年にダサリ・ナーラーヤナ・ラーオに見出されて翌1987年公開の『Brahma Nayudu』に出演して俳優デビューを果たし、1996年に南インドの女優ディスコ・シャンティと結婚する。彼女との間に2男1女をもうけるが、長女アクシャラは生後4か月で死去しており、2人は後にフッ化物を含まない水を学校に提供する団体を設立した際に娘を記念して「アクシャラ財団」と名付けた。
2013年、『“ロミオ”・ラージクマール』の撮影中に体調不良を訴えてリラヴァティ病院に入院するが、10月9日に肝疾患で死去する。遺体は娘アクシャラの墓の隣に埋葬された。

## 出演
- 愛と憎しみのデカン高原（1997年）
- マガディーラ 勇者転生（2009年）
- ブリンダーヴァナム 恋の輪舞（2010年）
- “ロミオ”・ラージクマール（2013年）